# Républicanisme social
 (août 2013).
Le républicanisme social (ou parfois appelé social-républicanisme) est un courant politique à gauche des partis sociaux-démocrates actuels, dont le projet politique est la République sociale.

## Histoire
Un certain nombre d'organisation de la gauche radicale s'appuient sur la notion de citoyen[pas clair]. C'est le cas, par exemple, d'Attac (Association pour la taxation des transactions financières et l'aide aux citoyens), c'est aussi le cas du Parti de gauche (PG)[réf. nécessaire].
La notion de citoyenneté renvoie ici à ce que l'on appelle en philosophie politique une conception « républicaniste » de la liberté politique dans la tradition de l'humanisme civique néo-athénien : la liberté politique est conçue comme la participation à la vie de la cité. De ce fait, la notion de démocratie participative constitue un élément de ce courant politique.
Il se distingue de la pensée libérale de l'époque moderne, car pour ses opposants, cette dernière ne prendrait pas comme point de départ la notion de citoyen (en tant que membre d'une communauté ou de l'humanité), mais celle de l'individu. Pour le libéralisme politique, l'individu préexiste à la société et doit être protégé contre les atteintes des autres individus et celles de l'État. Pour ses opposants, c'est la liberté négative ou « liberté des modernes » selon Benjamin Constant[réf. nécessaire]. Pour les libéraux, le républicanisme n'est pas une idéologie de la modernité mais est propre aux communautés antiques (« liberté des anciens »).